# Richard Flatters

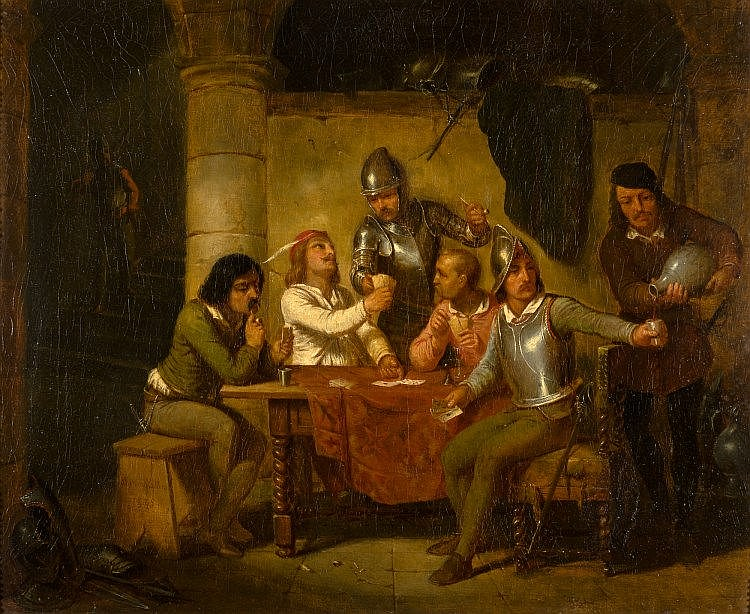
Beim Kartenspiel

Richard Edmund Flatters (* 1822 in Uerdingen; † 23. Oktober 1876 in Bremerhaven) war ein deutscher Porträt- und Genremaler.

## Leben
Flatters studierte 1837 bis 1840 an der Königlich-Preußischen Kunstakademie in Düsseldorf. Dort war er Schüler von Karl Ferdinand Sohn. Anschließend nahm er eine Tätigkeit als Genre- und Porträtmaler auf.  Anfang der 1840er Jahre führte er als Hofmaler Gemälde für den großherzoglichen Hof in Oldenburg aus. 1843 bis 1848 war er Schüler im Atelier von Paul Delaroche in Paris. 1845 bis 1848 nahm er am Pariser Salon teil. In den 1850er Jahren war Flatters als Genre- und Porträtmaler in Oldenburg tätig. Er zog Anfang der 1860er Jahre nach Brüssel, wohnte ab 1864 dann in Bremerhaven, wo er 1866 eine Zeichenschule für Gesellen und Lehrlinge gründete.

## Werke
- Portrait d’André-Ernest-Modeste Grétry, Verbleib unbekannt, überliefert durch: Jacques Noël Marie Frémy, André-Ernest-Modeste Grétry nach Richard Edmund Flatters, 1845, Kupferstich, 16 × 11 cm, Paris, BnF, Département de la Musique, Inv. Nr. Est.GrétryA.-E.-M.012